# Filmworks XIII: Invitation to a Suicide
 (novembre 2023).
Filmworks XIII: Invitation to a Suicide est un album de John Zorn paru en 2002 sur le label Tzadik. Il s'agit de la musique du film du même nom réalisé par Loren Marsh.

## Titres
| 1.    | Invitation To A Suicide | 4:38 |
| 2.    | Musette Waltz           | 4:21 |
| 3.    | Shifting Sands          | 4:12 |
| 4.    | East Greenpoint Rundown | 4:08 |
| 5.    | Time Twist              | 3:39 |
| 6.    | The Suicide Kid         | 4:08 |
| 7.    | Billet Doux             | 1:43 |
| 8.    | Suicide Blues Pt. 1     | 4:15 |
| 9.    | Trance Dance            | 3:13 |
| 10.   | Lonely Are The Dumb     | 2:45 |
| 11.   | Moon Moods              | 1:58 |
| 12.   | Bugsy's Jazztet         | 2:12 |
| 13.   | Suicide Blues Pt. 2     | 3:44 |
| 14.   | Roary's Waltz           | 2:56 |
| 15.   | Getting Suicidal        | 1:39 |
| 16.   | Final Retribution       | 2:50 |
| 17.   | Aftermath               | 3:09 |
| 18.   | Unjust Reward           | 1:36 |
| 57:06 |                         |      |

## Personnel
- Marc Ribot - guitare
- Rob Burger - accordéon
- Erik Friedlander - violoncelle
- Trevor Dunn - basse
- Kenny Wollesen - vibraphone, marimba, batterie